# Orona
Orona è un piccolo atollo disabitato dell'Oceano Pacifico situato nell'arcipelago delle Isole della Fenice ed appartenente alla Repubblica delle Kiribati.
Possiede una superficie di 3,9 km², e una laguna interna di circa 30 km². Questa comunica tramite diverse aperture con l'oceano circostante ma solo un paio di esse sono abbastanza larghe per poter essere attraversate con una piccola imbarcazione.

## Flora e Fauna
L'isola è coperta di palme da cocco, soprattutto nella zona occidentale; il resto della superficie è occupata dalla foresta, da arbusti ed erba.
Sull'isola sono presenti diverse specie di animali come topi, gatti, cani e maiali selvatici; quando l'isola era abitata la popolazione allevava anche anatre e galline. Fanno parte della fauna anche le lucertole, molte varietà di insetti e le tartarughe marine che nidificano sull'isola.
L'ampia laguna è ricca di pesce, a differenza di quella di Manra.

## Storia
Come Manra, Orona contiene tracce di insediamenti polinesiani preistorici. Un'antica pietra marae si eleva sulla punta orientale dell'isola all'interno di un sito archeologico che comprende anche rovine di abitazioni, tombe e piattaforme.
Non c'è certezza sulla scoperta dell'isola, tuttavia è noto che l'isola fu chiamata Hull Island (in onore del Commodoro Isaac Hull) dal comandante Charles Wilkes della nave USS Vincennes quando visitò l'isola il 26 agosto 1840 nell'ambito della missione d'esplorazione americana dei mari del sud (United States Exploring Expedition) condotta tra il 1838 e il 1842. Il nome venne utilizzato correntemente sino al 1979, a seguito dell'indipendenza della Repubblica delle Kiribati venne adottato il nome in lingua gilbertese di Orona.
L'isola non sembra essere stata sfruttata per le risorse di guano e, a differenza degli altri atolli delle isole della Fenice, non venne reclamata dalle imprese americane che operavano nel settore. La bandiera britannica fu issata sull'isola l'11 giugno 1889 e questa divenne parte della colonia britannica delle isole Gilbert ed Ellice. Nel 1916 l'isola fu data in concessione al capitano Allen della Samoan Shipping and Trading Company e divenne una piantagione di copra. La concessione fu riacquistata dal governo britannico nel 1938.
Orona fu uno degli atolli coinvolti nel progetto britannico di colonizzazione delle isole della Fenice, ma i tentativi di popolare la superficie dell'isola furono fallimentari e nel 1963, a causa della persistente siccità e del declino del mercato della copra, tutti gli abitanti furono definitivamente evacuati.
Nel 1979, come detto, l'isola passò sotto la giurisdizione della neonata Repubblica delle Kiribati a seguito della stipulazione del trattato di Tarawa.

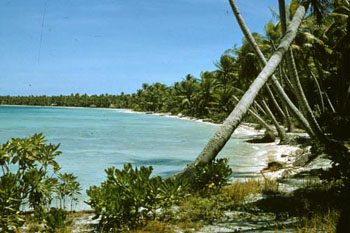
La laguna dell'isola in una foto del 1965

L'isola fu brevemente rioccupata tra il 2001 e il 2004 da pescatori di cetrioli di mare provenienti dalle isole Gilbert supportati da una motovedetta della marina delle Kiribati.
Nel 2008 è stata dichiarata, assieme al resto dell'arcipelago, riserva marina protetta.